# Immer dieser Michel 3. – Michel bringt die Welt in Ordnung
Immer dieser Michel 3. – Michel bringt die Welt in Ordnung ist ein Film des Regisseurs Olle Hellbom aus dem Jahr 1973. Er ist der dritte Film der dreiteiligen Adaption der Romane über Michel aus Lönneberga von Astrid Lindgren. 1975 bis 1976 folgte die Fernsehserie Michel aus Lönneberga, die zum großen Teil aus den Spielfilmen besteht und um zusätzliche Szenen erweitert wurde. Der Hauptunterschied besteht in der Synchronisation mit geänderten Dialogen, die in der Serie von anderen Sprechern erfolgte.

## Handlung
Michel darf seinen Vater, den Knecht Alfred und die Magd Lina zu einer Auktion in die Stadt Backhorva begleiten. Um sich noch ein bisschen Geld zu verdienen, betätigt er sich als Gatterjunge und öffnet den Gespannen, die schon alle unterwegs zur Auktion sind, die Gattertore, sodass die Kutscher nicht immer absteigen müssen. Auf der Auktion ersteigert Michel mehrere vermeintlich nutzlose Dinge, die sich im Nachhinein als sehr vorteilhafte Käufe erweisen. Michels Vater ersteigert dagegen eine fette Sau und eine Kuh, die allerdings ein wenig eigensinnig ist. Deshalb geht er auf einen Vorschlag seines Sohnes ein, der die Kuh von ihm geschenkt bekommen soll, wenn es ihm gelingt, sie zum Katthulthof zu treiben. Da Michel schnell erkannt hat, dass sich die Kuh nur einsam und unsicher fühlt, treibt er sie zusammen mit anderen Kühen bis ins Dorf. Michels Mutter ist sehr stolz auf ihren klugen Sohn.
Am nächsten Tag hat Lina arge Zahnschmerzen und ihre Backe ist ganz angeschwollen. Michel will ihr helfen und versucht den faulen Zahn zu ziehen. Dafür das Pferd als Zugtier zu nutzen schlägt allerdings fehl. Auch Lina mit dem festgebundenen Zahn vom Schuppendach ins Heu springen zu lassen funktioniert nicht. So macht sie sich schweren Herzens auf den Weg zum Schmied, der die Angelegenheit dann erledigt. Michel spielt derweil mit Ida und weil er von der Pächterin Krösa-Maja etwas über Typhus gehört hat, malt er ihr Gesicht mit Tinte ganz blau. Zur Strafe muss er wieder einmal in den Holzschuppen, wo er sich diesmal vornimmt, ein besserer Mensch zu werden. Das ist auch nötig, denn für ihn beginnt nun die Schulzeit. Ein bisschen lesen kann er schon und auch sonst weiß er schon einiges, sodass er gleich Klassenbester wird.
Als Michel eines Nachts nicht schlafen kann, hört er im Stall Lärm. Dort hat die ersteigerte Sau ihre Ferkel bekommen, aber fast alle totgebissen, nur eines der Ferkel kann Michel retten. Da die Sau kurz darauf stirbt, meint Michels Vater, dass wohl ein Fluch auf den ersteigerten Tieren liegen würde. Michel glaubt aber nicht daran, denn sein Ferkel gedeiht prächtig. Eines Tages ist er mit dem Pferd Lukas unterwegs und stört mit seiner wilden Reiterei den Schützenverein, der ein großes Picknick veranstaltet hatte. Prompt wird er von seinem Vater wieder in den Schuppen gesperrt, wo ihm nun aber immer sein Ferkel Gesellschaft leistet. Anstatt Holzfiguren zu schnitzen, bringt er dem Ferkel allerlei Kunststücke bei. Seinem Vater gefällt das überhaupt nicht, weil das Schwein schließlich bis zum Weihnachtsfest schlachtreif sein soll. Um das zu verhindern, sorgt Michel mit viel Bewegung dafür, dass sein Ferkelchen nicht fett wird.
Bei dem schönen Wetter reifen die Kirschen im Garten der Svenssons zügig heran und die Ernte ist sehr üppig. So überredet Michels Mutter ihren Mann, aus den Früchten Kirschwein zu machen. Die Rückstände der vergorenen Kirschen soll Michel eigentlich vergraben, doch er denkt sich, dass dies viel zu schade wäre und er füttert die Tiere damit. So macht er sie unwissentlich betrunken und er meint, alle Hühner seien nun tot, weil sie sich vor dem Ferkel erschreckt hatten. Als auch das Ferkel zu schwanken beginnt, kostet er selbst von den Kirschen und kann nichts Schlechtes daran finden. Jetzt schläft auch er schon bald betrunken ein und Alfred hilft ihm dabei, wieder nüchtern zu werden. Die kleine Ida findet inzwischen die vermeintlich toten Hühner, doch als sie die Tiere berührt, wachen sie alle wieder auf. Am nächsten Morgen sind dann alle wieder auf den Beinen, doch erscheinen am Nachmittag drei Guttempler, die bei den Bürgern die Trinkerei unterbinden wollen. Deshalb soll Michel zu ihnen kommen, um sich eine Predigt über die Nüchternheit anzuhören. Seine Mutter begleitet ihn, weil sie sich mitschuldig fühlt. Uneingeladen erscheint aber auch Michels Ferkel und er findet, dass auch das Tier ein Gelübde ablegen solle. Den fertigen Wein verkauft Michels Mutter an Frau Petrell, doch Michel ist der Meinung, er müsse hier anfangen, die Welt in Ordnung zu bringen, und er beginnt die vollen Weinflaschen zu zerschlagen.

## Synchronisation
In der Kinoversion wurden nicht nur andere Synchronsprecher eingesetzt als in der Fernsehserie, auch die Dialoge weichen deutlich von denen der Fernsehfassung ab.
| Rolle          | Darsteller        | Synchronsprecher       |
| -------------- | ----------------- | ---------------------- |
| Erzählerin     | Astrid Lindgren   | Margot Trooger         |
| Michel         | Jan Ohlsson       | Gould Maynard          |
| Ida            | Lena Wisborg      | Inga Nickolai          |
| Lina           | Maud Hansson      | Kathrin Ackermann      |
| Anton Svensson | Allan Edwall      | Holger Hagen           |
| Alma Svensson  | Emy Storm         | Eva-Maria Lahl         |
| Alfred         | Björn Gustafson   | Horst Raspe            |
| Krösa Maja     | Carsta Löck       | Carola Höhn            |
| Frau Petrell   | Hannelore Schroth | Hannelore Schroth      |
| Vicar          | Georg Årlin       | Friedrich Schoenfelder |
| Auktionator    | Jan Nygren        | Peter Thom             |
| Bulten i Bo    | Pierre Lindstedt  | Walter Reichelt        |
| Kråkstorparn   | Göthe Grefbo      | Bruno W. Pantel        |
| Bastefallarn   | Wilhelm Clason    | Dietrich Thoms         |
| Lehrerin       | Gisela Hahn       | Dagmar Heller          |

## Kritiken
„Mit leichter Hand inszenierter, lustiger Film über Kindheitserlebnisse und -streiche des kleinen Michel. Der dreiteilige Film nach einem Buch von Astrid Lindgren gibt sich rein unterhaltend und ohne Tiefgang.“

## Sonstiges
Zwischen 1975 und 1976 wurde unter dem Titel Michel aus Lönneberga die deutsch-schwedische Serienfassung der Filme veröffentlicht. In dieser wurden die Abenteuer und Streiche in einzelnen Folgen gesendet:
- Als Michel zur Auktion ging
- Als Michel die Kuh überlistete
- Als Michel Lina einen Zahn ziehen wollte
- Als Michel in die Schule kam
- Als Michel nur noch gute Vorsätze hatte
- Als Michel einen neuen Freund gewann
- Als Michel die Tiere mit Kirschen fütterte

Lena Wisborg singt in diesem Film das von Astrid Lindgren geschriebene Kinderlied Idas sommarvisa.